# Ivar Strahl
Ivar Strahl, född den 13 mars 1899 i Stockholm, död den 4 december 1987 i Uppsala, var en svensk jurist. 
Strahl blev juris kandidat 1921, juris doktor 1927, tillförordnad fiskal i Svea hovrätt 1926, assessor där 1931, hovrättsråd 1937, byråchef för lagärenden i justitiedepartementet 1938 och revisionssekreterare 1938. Han var professor i straffrätt och juridisk encyklopedi vid Uppsala universitet 1949–1961 och i straffrätt 1961–1965. Strahl var notarie och sekreterare i riksdagsutskott 1929, 1932 och 1935, sekreterare i 1928 års pensionsförsäkringskommitté samt sakkunnig i justitiedepartementet beträffande tvångsuppfostran, villkorlig dom med mera 1935, beträffande trafikförsäkring och skadestånd i offentlig verksamhet 1952. Han var ledamot av straffrättskommissionen 1937, strafflagberedningen 1946 och styrelsen för de nordiska juristmötena 1948. Han bidrog med artiklar och uppsatser i tidskrifter, festskrifter och samlingsverk. Strahl blev riddare av Nordstjärneorden 1940 och kommendör av andra klassen av samma orden 1948. Han vilar på Norra begravningsplatsen utanför Stockholm.